# Alil formiat
Alil formiat (molekulska formula: C4H6O2) je brezbarvna tekočina. 
Lahko povzroči zastrupitev pri vdihavanju, zaužitju ali absorpciji skozi kožo. Vdihavanje ali stik s snovjo lahko draži ali peče kožo in oči. Pri požaru lahko nastanejo dražilni, jedki in/ali strupeni plini. Hlapi (pare) lahko povzročijo omotičnost ali dušenje. Širjenje požara lahko povzroči onesnaženje.

## Nevarnosti požara
Zelo lahko vnetljivo: zelo lahko se vname zaradi gretja, iskre ali plamena. Hlapi (pare) lahko tvorijo eksplozivne zmesi z zrakom.
Hlapi (pare) so težji od zraka. Ti se širijo ob tleh in kopičijo v nižjih predelih in zaprtih prostorih (kanalizacija, zbiralniki, kleti).